# Лола Новаковић
Зорана Лола Новаковић (Београд, 25. април 1935 — Београд, 3. април 2016) била је југословенска и српска певачица изузетно популарна током шездесетих и седамдесетих година 20. века. Као представник Југославије, 1962. године је са композицијом Не пали светла у сумрак освојила 4. место на такмичењу за Песму Евровизије.

## Биографија
Лола је званично почела своју каријеру 1957. када је примљена у Радио Београд као стални вокални солиста и исте године је са запаженим успехом бранила државне боје на сајму у Лајпцигу. Тада је снимила прву плочу за дискографску кућу ДЕКА са песмама „Алиса у земљи чудеса“ и кубанским хитом „Бабалу“ на шпанском језику. Учествује на Опатијском фестивалу 1958. са песмом „Кућица у цвећу“, а 1959. одлази на турнеју по Блиском истоку и задржава се у Бејруту до лета 1960. По повратку у Београд одржава први солистички концерт у Дому синдиката, за који су улазнице биле распродате за два непуна часа. Лола је била први домаћи естрадни уметник који је гостовао у Русији 1960.
На Загребачком фестивалу односи прву награду 1961. са песмом „Свитање“. Исте године побеђује на Опатијском фестивалу са песмом Aнгела Влатковића „Једном у граду ко зна ком“ и добија награду за песму „Вољела бих да ме волиш“. На првом и једином такмичењу певача забавне музике (1961) освојила је Златни микрофон. Крајем 1961. гостује више месеци по Пољској и Мађарској где 1962. излази лонг-плеј плоча са песмама које пева на шпанском и енглеском језику. На Загребачком фестивалу побеђује 1962. са песмом Алфонса Вучера „Ти ниси дошао“ коју је пропратила својим сузама. Лола је на том фестивалу добила аплауз загребачке публике који је трајао 10 минута и остао преседан у историји аплауза на домаћој сцени. У марту 1962. учествује са Драгославом Шекуларцем у снимању филма „Шеки снима, пази се“, који није забележио неки посебан успех. На фестивалу Београдско Пролеће 1962. побеђује песмом „Неко ко шапће“ а исте године односи прву награду у Опатији са песмом „Једно давно лето“ и успешно пева каснији хит „Знам да припадаш другој“.
На шестомесечну турнеју по Јапану одлази 1963. године где наступа у пратњи оркестра Мантованија по свим јапанским градовима и у многобројним телевизијским емисијама. На међународном фестивалу у Риму у лето 1964. осваја прву награду са песмом Душана Видака „Улица четири фонтане“ и враћа се тријумфално у Београд. Ту Лолину победничку песму у Риму и песму са Евровизијског фестивала 1962. „Не пали светло у сумрак“ домаћа продукција никада није издала на плочу. Од 1963. до 1965. Лола учествује у дечјој телевизијској серији „На слово, на слово“ која је касније 1975. била поновљена. На међународном фестивалу Балканијада у Београду Лола веома запажено учествује 1964. Лолин хит из 1965. „Кап весеља“ проглашен је песмом године.
Лола се 1.октобра 1966. удаје за Мила Јовановића од којег се разводи крајем 1970. и поново узима своје презиме Новаковић и враћа се домаћој сцени. У тим годинама, Лола односи победе на многим домаћим фестивалима забавне музике, као и на фестивалима староградских песама и романси. Из овог периода остају хитови: „Марике“, „Врати се“, „Неко чека на мене“, „Љуби ме“, „Воли ме сад“, „После мене“, „После тебе“, „Река суза“, „Дуга топла ноћ“, „Мисли на мене“, „Бели багрем опет цвета“, „Калемегдан“, „Тише, тише“, „Београде, љубави моја“, „Засвирајте виолине“, „Не љубиш више као некад“, између осталих.
Удајом за естрадног уметника Драгана Антића,од којег се развела 2000. године, Лола годинама бива мета домаће жуте штампе. Уморна од новинарских измишљања, који су је у једном моменту чак прогласили тајним агентом ЦИА, а другом приликом објавили наводну вест да је Лола у руском затвору, засићена домаћим фестивалима, Лола Новаковић, на жалост своје милионске публике доноси одлуку да се повуче из уметничког живота и, како сама Лола каже, не каје се због тога, јер заувек остаје Прва дама домаће забавне музике, Балканска дива, Краљица евергрина, Уметница над уметницима.
Од 2000. године, осим што се понекад појављује на ретроспективним концертима, Лола је стални члан Позоришта на Теразијама у емисијама Радета Марјановића „Добра стара времена“ чије представе гостују по градовима Србије, Републике Српске, као и у иностранству. По разним радијским и телевизијским студијима постоји око 500 тонских записа Лолиних песама које су изашле на око педесет албума.
Лола је преминула у својој кући на Цераку 3. априла 2016. године, где су је заспалу у фотељи затекле комшије. По сопственој жељи Лола је кремирана 6. априла на Новом гробљу у Београду, а њена жеља је била да јој сахрана не буде јавна и да њени остаци не буду положени у Алеји великана. На дан Лолине сахране, опљачкана јој је кућа из које су отуђене многе вредности. Лолина кућа је била запечаћена тек након крађе, а о томе је штуро објављена вест тек три месеца касније, а на инсистирање једног њеног дугогодишњег поклоника и пријатеља. 2013. године бивши загребачки Југотон је издао двоструки албум Лолиних музичких успеха, а ПГП за коју је Лола касније снимала, издао је само један албум 2006. године и на тај се начин "одужио" Првој дами југословенске и српске музике.

## Фестивали
Београдско пролеће:
- Киша и ми (дует са Душаном Јакшићем) / Понекад (алтернација са Тихомиром Петровићем), БГ пролеће '61
- Неко ко шапће, БГ пролеће '62, победничка песма и награда за интерпретацију
- Дођи, планина те зове, '62
- Песма из давнина, БГ пролеће '66, победничка песма и награда за изванредну интерпретацију
- Дан наше љубави, БГ пролеће '66
- Неко чека на мене, БГ пролеће '70, награда за интерпретацију
- Толико те волим (Вече градске песме), '70, прва награда фестивала и победничка песма
- Моје лудо срце, '70 (Вече староградских песама и романси), прва награда за композицију
- Љуби ме, БГ пролеће '71, друго место
- Калемегдан, БГ пролеће '71, прва награда за композицију и победничка песма (Вече градске песме)
- Дуга топла ноћ, БГ пролеће '73, награда стручног жирија и победничка песма
- Бели багрем опет цвета, БГ пролеће '73 (Вече градске песме), победничка песма
- На јастуку свиленоме, БГ пролеће '77 (Вече градске песме)
- То су били дани среће, БГ пролеће '81 (Вече нове градске песме)
- Засвирајте виолине, БГ пролеће '82

Песма лета:
- Марике, Песма лета '67, друго место
- После мене, Песма лета '68, треће место
- Воли ме сад, Песма лета '71

Фестивал војничких песама :
- Врати се, ФВП '70, победничка песма
- Буди најбољи војник, ФВП '71, победничка песма
- Мисли на мене, ФВП '72, победничка песма
- Били смо деца, '77

Загреб:
- Свитање, Загреб '61, победничка песма
- Љубав прашта све, Загреб '61 (дует са Марком Новоселом)
- Ти ниси дошао, Загреб '62, победничка песма

Опатија:
- Кућица у цвећу (алтернација са Зденком Вучковић), Опатија '58, друга награда слушалаца у дворани и друга награда жирија југословенских РТВ станица
- Једном у граду, ко зна ком (алтернација са Вице Вуковом), Опатија '61, победничка песма
- Вољела бих да ме волиш (алтернација са Марком Новоселом), '61
- Једно давно лето(алтернација са Душаном Јакшићем) , Опатија '62
- Знам да припадаш другој (алтернација са Аницом Зубовић), '62
- Хармоника, Опатија '80, победничка песма (Вече слободне форме - шансоне)

 Хит парада:
- Пролеће будиш у мени, Хит парада '74

Ваш шлагер сезоне, Сарајево:
- Знам зашто живим, ВШС '72

Акорди Косова:
- Река суза, Акорди Косова '71

Песма Евровизије:
- Не пали светла у сумрак, Песма Евровизије '62, четврто место

Југословенски избор за Евросонг:
- Плаве даљине, Љубљана '61
- Не пали светла у сумрак, Загреб '62, победничка песма
- Када дође зима, Београд '63
- Трагом звезда, Трбовље '64
- Песник мира, Скопље '68
- Сећање, Загреб '69, треће место

Рим пева, Рим (Италија):
- Улица четири фонтане, Рим '63, победничка песма

Елида фаворит фестивал, Сапонијин фестивал:
- Ти што крочиш стазом сна, '63

Златни јелен, Брашов, Румунија:
- Гошћа ревијалног дела фестивала, '71

## Дискографија
- Бабалу (1957, Дека, Лајпциг)
- „Бабалу“ (1960) (Југотон)
- Мустафа (1960, Југотон)
- Није љубомора (1960, Југотон)
- Ке сера, сера (1961, Муза, Пољска)
- Свитање (1961, Југотон)
- Деца Пиреја (1961, Југотон)
- „Тријана“ (1962, Југотон)
- „Ноћас у Лунапарку“ (1962, Југотон)
- „Прича једне љубави“ (1962, Југотон)
- „Мој драги Београд“ (1962, Дискос)
- „Заборав“ (1962, ПГП-РТБ)
- „Дос Крусес“ (1962, Квалитон, Будимпешта)
- „Залазак сунца“ (1963, Југотон)
- Тендерли (1963, Дискос)
- Сети се (1963, ПГП-РТБ)
- Не, не жалим ни за чим (1963, ПГП-РТБ)
- „Матадор“ (1964, ПГП-РТБ)
- „Не дај да те моје руке грле“ (1965, ПГП-РТБ)
- Кап весеља, (1965, ПГП-РТБ)
- Тишина, (1966, ПГП-РТБ)
- „Мама, мама“ (1966, ПГП-РТБ)
- „Једна година љубави“ (1967, ПГП-РТБ)
- „Тамбурино, ћао“ (1968, ПГП-РТБ)
- „На дан њеног венчања“ (1968, ПГП-РТБ)
- „Струне моје гитаре“ (1970. ПГП-РТБ)
- „Милиони звезда блуде“ (1970, ПГП-РТБ)
- „Неко чека на мене“ (1970, ПГП-РТБ)
- Врати се / Нека нас води љубав (1971, ПГП-РТБ)
- „Воли ме сад“ (1971, ПГП-РТБ)
- „Река суза“ (1971, ПГП-РТБ)
- „Не доноси беле руже“ (1971, ПГП-РТБ)
- Љуби ме / Једном се живи (1971, ПГП-РТБ)
- „После тебе“ (1972, ПГП-РТБ)
- „Узми моју младост“ (1972, ПГП-РТБ)
- Дуга топла ноћ / Истина је (1973, ПГП-РТБ)
- „Колико те волим“ (1973, ПГП-РТБ)
- „Мисли на мене“ (1973, ПГП-РТБ)
- „Песме Тугомира Видановића ЛП“ (1974, ПГП-РТБ)
- „Веруј ми“ (1974, ПГП-РТБ)
- „Пролеће будиш у мени“ (1974, ПГП-РТБ“
- „Мало љубави“ (1975, Студио Б)
- „Песме Александра Кораћа ЛП“ (1975. ПГП-РТБ)
- „Волела сам твоје очи“ (1977, ПГП-РТБ)
- Хармоника / Тише, тише (1981, ПГП-РТБ)